# (444030) 2004 NT33
(444030) 2004 NT33とは、キュビワノ族に分類されている太陽系外縁天体で、太陽系の最も外側の領域に存在するエッジワース・カイパーベルトの中を公転している準惑星候補である。直径は約 450 km である。2004年7月13日に、アメリカ合衆国のカリフォルニア州に位置するパロマー天文台の天文学者によって発見された。

## 軌道と分類
(444030) 2004 NT33は、エッジワース・カイパーベルト内に存在する離心率の低い「キュビワノ族」に属している。公転周期は290.26年（106018日）で、37.1~50.6 au 離れた距離で太陽の周囲を公転している。軌道は0.15の離心率を持ち、黄道に対して31度傾いている。現在、太陽から 39 au 離れた位置に存在する。
1982年にサイディング・スプリング天文台で最初の発見が行われ、観測弧はパロマー天文台での公式の発見観測の22年前から始まっている。

## 物理的特性

### 自転周期
2009年、天文学者は、スペインのラ・パルマ島に存在するガリレオ国立望遠鏡とグラナダに存在するシエラ・ネバダ天文台による測光観測から(444030) 2004 NT33の自転の光度曲線を取得した。0.04等級の低輝度振幅で7.87時間の自転周期が測定された。

### 直径とアルベド
TNOs are Coolの調査によると、ハーシェル宇宙天文台とスピッツァー宇宙望遠鏡による観測データを使用して、(444030) 2004 NT33は直径 423 km で、その表面の幾何アルベドは0.125であるが、Collaborative Asteroid Lightcurve Linkではアルベドは0.10であり、絶対等級4.7で直径 482.53 km と計算している。